# Орден Рубена Дарио
Орден Рубена Дарио – государственная награда Никарагуа.

## История
Орден Рубена Дарио был учреждён 16 февраля 1951 года и назван в честь первого всемирно известного латиноамериканского поэта, одного из ярчайших представителей модернизма в испаноязычной литературе Рубена Дарио.
Орден вручается за заслуги в гуманитарных областях человеческой деятельности: науке, искусствах, литературе и прочих.

## Степени
Орден имеет семь классов:
- Орденская цепь
- Кавалер Большого креста с золотой звездой – знак на чрезплечной ленте и золотая звезда на левой стороне груди.
- Кавалер Большого креста с серебряной звездой – знак на чрезплечной ленте и серебряная звезда на левой стороне груди.
- Великий офицер – знак ордена на шейной ленте и серебряная звезда на левой стороне груди.
- Командор – знак ордена на шейной ленте.
- Офицер – позолоченный знак ордена на нагрудной ленте.
- Кавалер – серебряный знак ордена на нагрудной ленте.

## Описание
Знак ордена – золотой четырёхконечный крест, перекладины которого формируются правильными пятиугольниками (пентагонами) пурпурной (фиолетовой) эмали. В вертикальных пентагонах изображение лиры белой эмали, по бокам от которой лавровые ветви белой эмали; в горизонтальных пентагонах – лебедь белой эмали. Между перекладин золотые штралы в виде разновеликих двугранных раздвоенных (ласточкин хвост) лучиков, расположенных пирамидально. В центре креста круглый медальон пурпурной (фиолетовой) эмали, с золотым лавровым венком по окружности. В медальоне золотой рельефный погрудный портрет Рубена Дарио.
Знак, при помощи переходного звена в виде картуша с государственным гербом в цветных эмалях, крепится к орденской цепи или ленте.
Звезда ордена восьмиконечная, позолоченная или серебряная в зависимости от класса. Лучи формируются разновеликими двугранными заострёнными лучиками, расположенными пирамидально, при этом лучи, в прямой крест больше, чем лучи в косой крест. На звезду наложен знак ордена с изменениями:
- в верхнем пентагоне изображение государственного герба в цветных эмалях;
- отсутствуют штралы;
- между перекладин креста виден лавровый венок, в зависимости от класса зелёной эмали или просто серебряный;
- на кайме белой эмали вокруг центрального медальона надпись: «ORDEN DE RUBEN DARIO», внизу две лавровых веточки.

Орденская цепь состоит из золотых звеньев в виде картушей, в которых чередуясь на поле пурпурной (фиолетовой) эмали изображения лиры или лебедя белой эмали.
  Лента ордена шёлковая муаровая двухцветная – синего и белого с полосками по краям обратного цвета.